# ささしまライブ駅
ささしまライブ駅（ささしまらいぶえき）は、愛知県名古屋市中村区平池町4丁目（ささしまライブ24）にある名古屋臨海高速鉄道あおなみ線の駅である。駅番号はAN02。

## 概要
貨物駅であった旧笹島駅（こちらは「ささじま」と読む）の跡地の一角に設置されている。駅の北西側はJRの列車区があるので反対の南東側にしか出口がなく、通り抜けができない構造であったが、2011年（平成23年）9月7日にJRと近鉄を跨ぐ歩道橋「ささしま米野歩道橋」が完成し、近鉄名古屋線 米野駅方面へのアクセスが改善された。

## 歴史
- 2004年（平成16年）
  - 9月20日：沿線区住民対象の試乗会にて公開。
  - 9月25日：名古屋市民対象の試乗会にて公開。
  - 10月6日：開業。
- 2005年（平成17年）3月18日：愛知万博ささしまサテライト会場デ・ラ・ファンタジア開幕により、駅前広場が完成。

## 駅構造
相対式ホーム2面2線を有する高架駅。自動券売機や改札口などの駅設備がホーム階上にある橋上駅でもある。バリアフリーへの対応としてエレベーターを設置している。ホームには安全対策として可動式ホーム柵を設置している。当駅付近のあおなみ線の線路はJRや近鉄の線路よりやや高い位置に設置されている。当駅を出て西へ進むと地上に降り、JRや近鉄とほぼ同じ高さとなる。
通常は無人駅で、名古屋駅が当駅を管理している。
東海旅客鉄道名古屋車両区へは名古屋駅より当駅からの方が近いが、あおなみ線から車両区へは線路は直接繋がっていない。

### のりば
| 番線 | 路線        | 方向 | 行先         |
| ---- | ----------- | ---- | ------------ |
| 1    | ■あおなみ線 | 下り | 金城ふ頭方面 |
| 2    | ■あおなみ線 | 上り | 名古屋方面   |

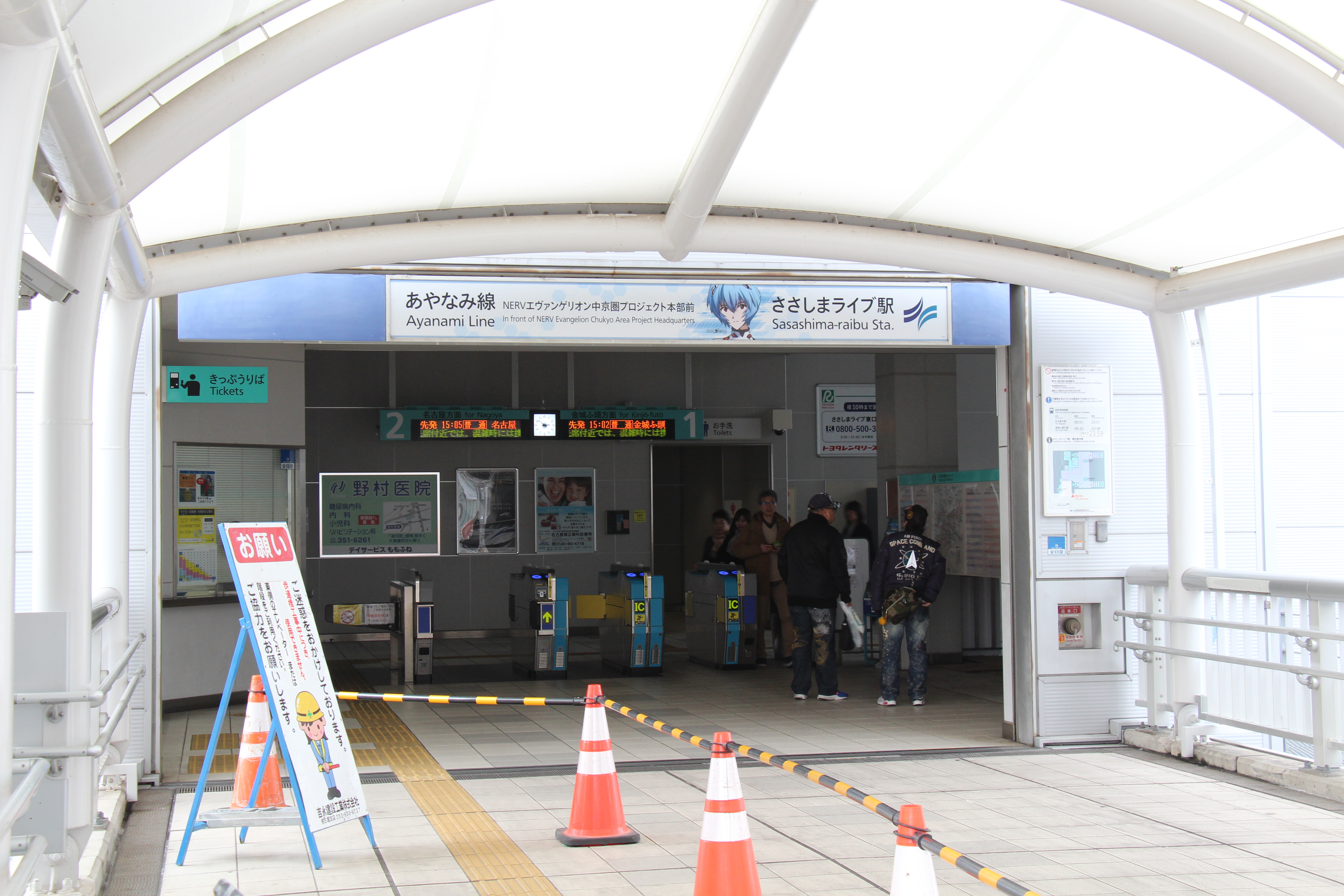
橋上駅舎にある改札口（2020年2月）
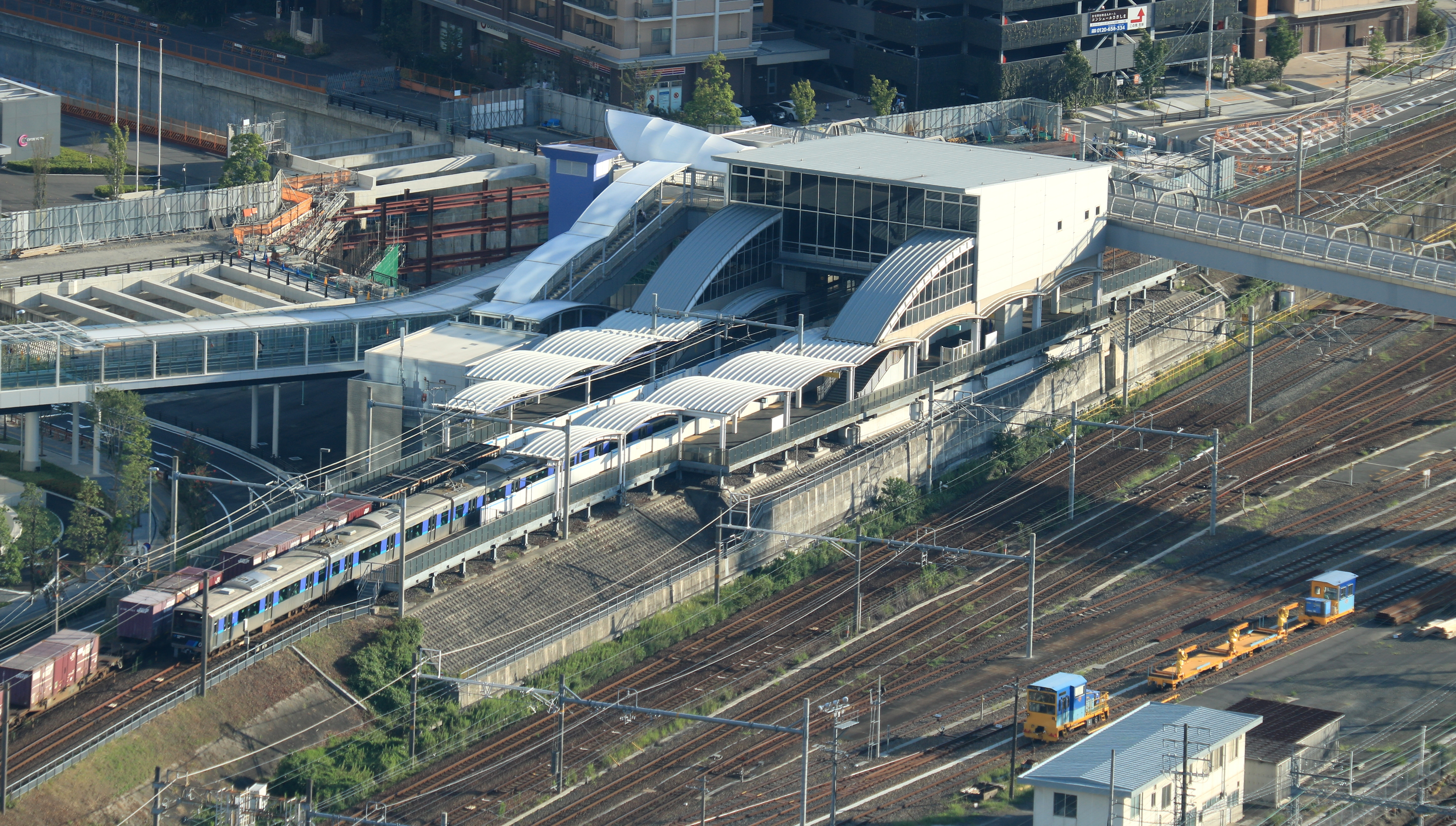
ミッドランドスクエアから見下ろす駅全景（2017年9月）
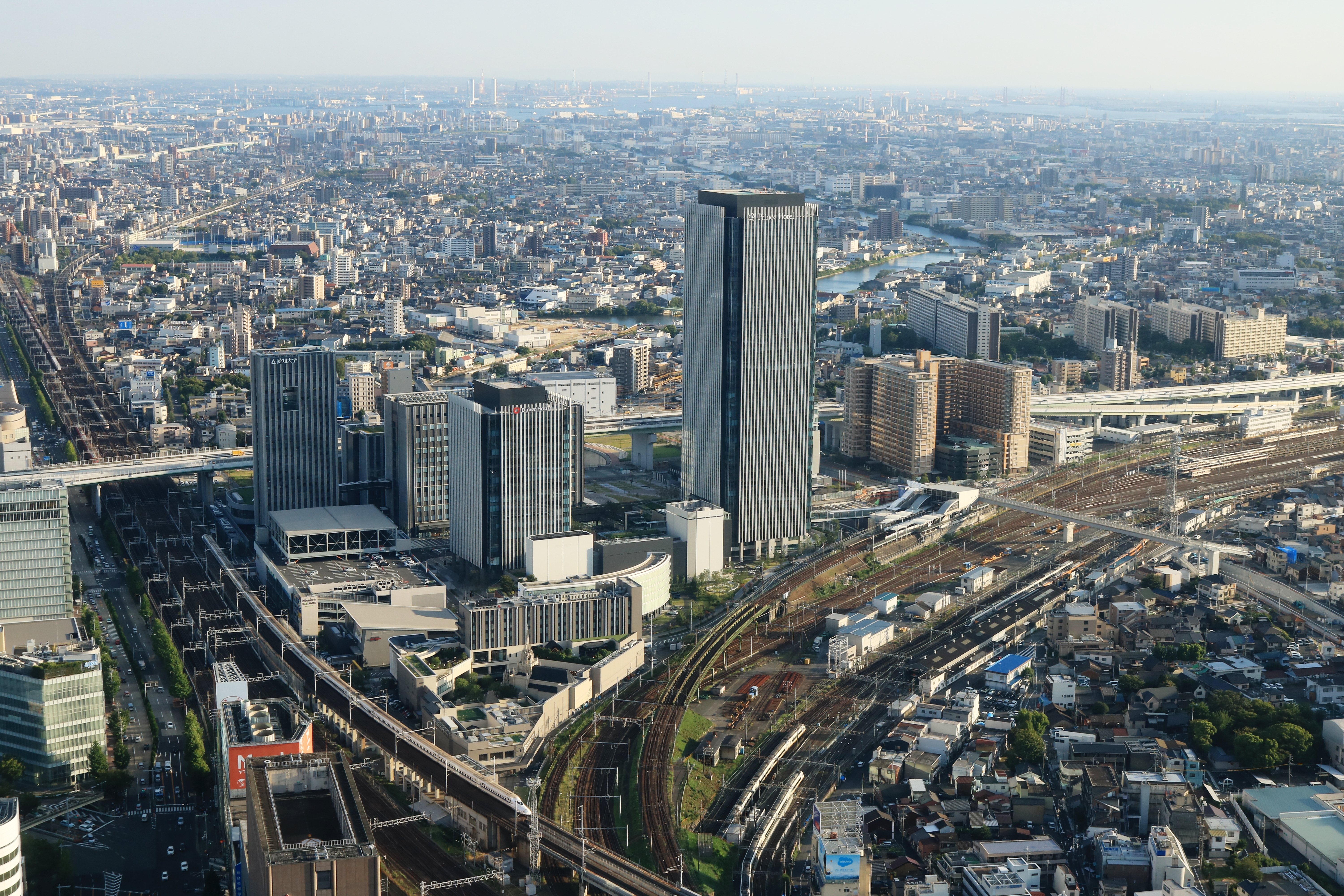
ミッドランドスクエアから望むささしまライブ駅周辺（2017年9月）

## 利用状況
名古屋市の統計によると、当駅の一日平均乗車人員は以下の通り推移している。2016年度までは周辺の開発が進んでおらず利用客が少なかったが、グローバルゲートが全面開業した2017年度からは利用客が急増している。名古屋駅（主にJR線や地下鉄桜通線から乗り換えの場合）と当駅との行き来の場合、バスより圧倒的に早く朝夕ラッシュの定時性も非常に高いため一駅間だけ利用する通勤客も増えている。近鉄米野駅が近くにあるが、運転本数や編成数で有利なため利用客は同駅より上回っている。
- 2004年度 - 675人
- 2005年度 - 2,417人
- 2006年度 - 533人
- 2007年度 - 533人
- 2008年度 - 468人
- 2009年度 - 455人
- 2010年度 - 415人
- 2011年度 - 464人
- 2012年度 - 742人
- 2013年度 - 800人
- 2014年度 - 860人
- 2015年度 - 1,068人
- 2016年度 - 1,205人
- 2017年度 - 2,481人
- 2018年度 - 3,172人
- 2019年度 - 3,108人
- 2020年度 - 2,010人
- 2021年度 - 2,172人
- 2022年度 - 2,474人

※ あおなみ線の駅では、名古屋駅、港北駅、稲永駅に次いで4番目に利用客が多い。2005年度の乗車人員が飛びぬけて多いのは、愛知万博の会期中にささしまサテライト会場へのアクセス客が利用したためである。また、近年での増加理由は、夏に行われる日本テレビ系列の中京テレビでの24時間テレビの募金会場が2018年に久屋大通公園（名古屋市中区）から中京テレビ本社前のキャナルパークささしま内で行われることになってから最寄り駅である本駅を利用する人が増加している。

## 駅周辺
前述のとおり、ささしまライブ24地区の表玄関となっている。
米野駅（近鉄名古屋線）とは徒歩7分程度の距離がある。複数路線や検車施設の線路が輻輳する区間であり米野駅や名古屋駅西側地域（太閤地区）への歩行アクセスは不便であった。以前は徒歩で向野橋（自動車・自動二輪車通行不可）を迂回して渡るため、直線距離が短くても非常に時間がかかっていたが、2011年9月7日に当駅直結で米野駅の近くまでを結ぶ新たな「ささしま米野歩道橋」が開通したことにより、所要時間が大幅に短縮されるようになった。
東海道新幹線・東海道本線・中央本線・名鉄名古屋本線の高架をくぐった東側で名駅通が南北に通っている。名鉄名古屋駅・近鉄名古屋駅までは名駅通を北上し約1km、徒歩10分程度、JR名古屋駅桜通口までは徒歩15分程度である。笹島交差点までは地下道整備の計画（2027年度までの完成を目指す）がある。
ささしまライブ24地区内を名古屋高速道路5号万場線が横断している（出入口等はない）。

### 主な施設
ささしまライブ24地域内
- グローバルゲート
- 愛知大学 名古屋キャンパス
- マーケットスクエアささしま
- Zepp Nagoya
- JICA中部国際センター
- ロイヤルパークスERささしま
- 中京テレビ放送 本社
- ストリングスホテル名古屋
- キャナルパークささしま（中川運河親水広場）

その他駅周辺
- リンナイ本社
- オンワード樫山 名古屋支店
- 日本通運 名古屋支店
- 中日美容専門学校

### ギャラリー

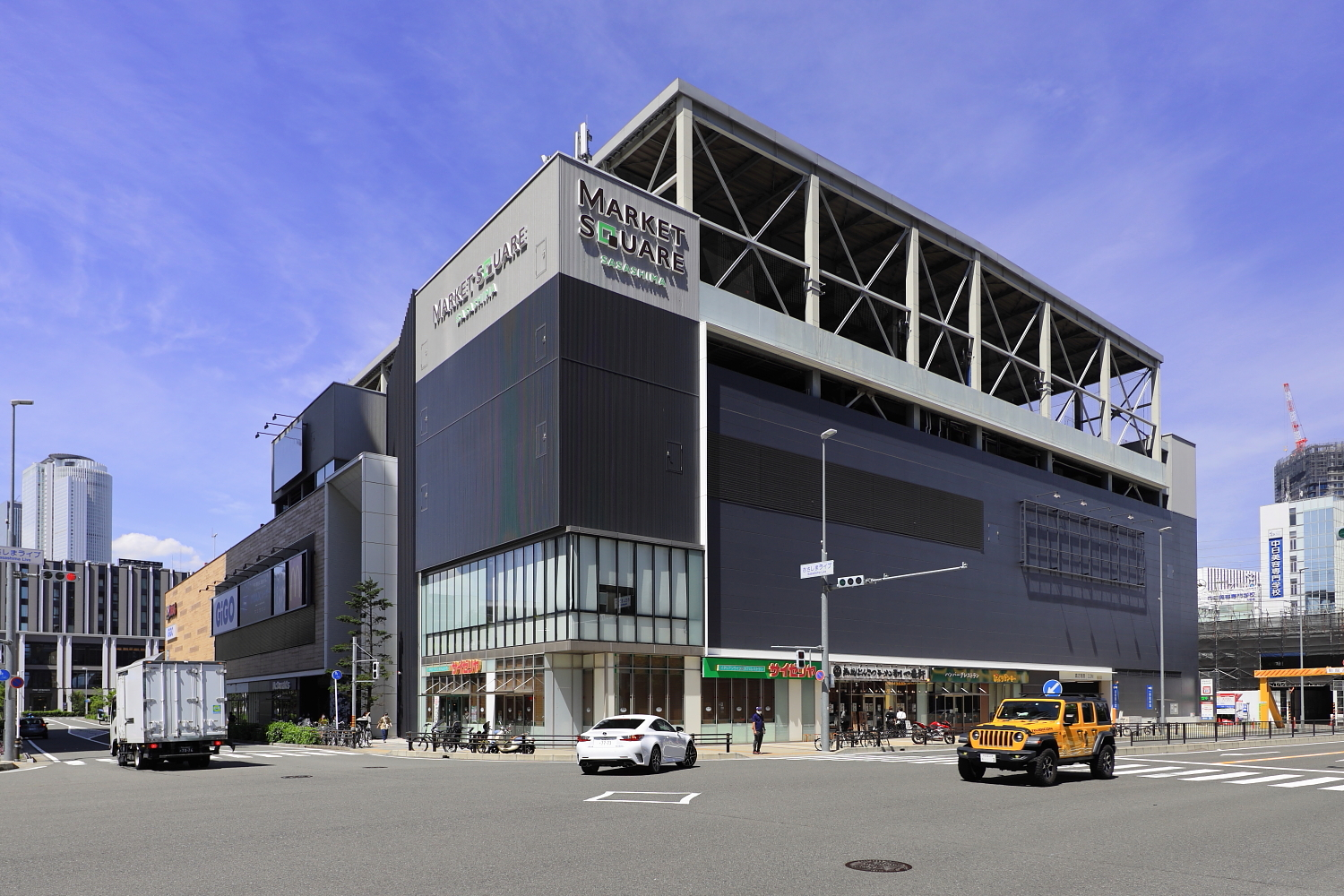
マーケットスクエアささしま
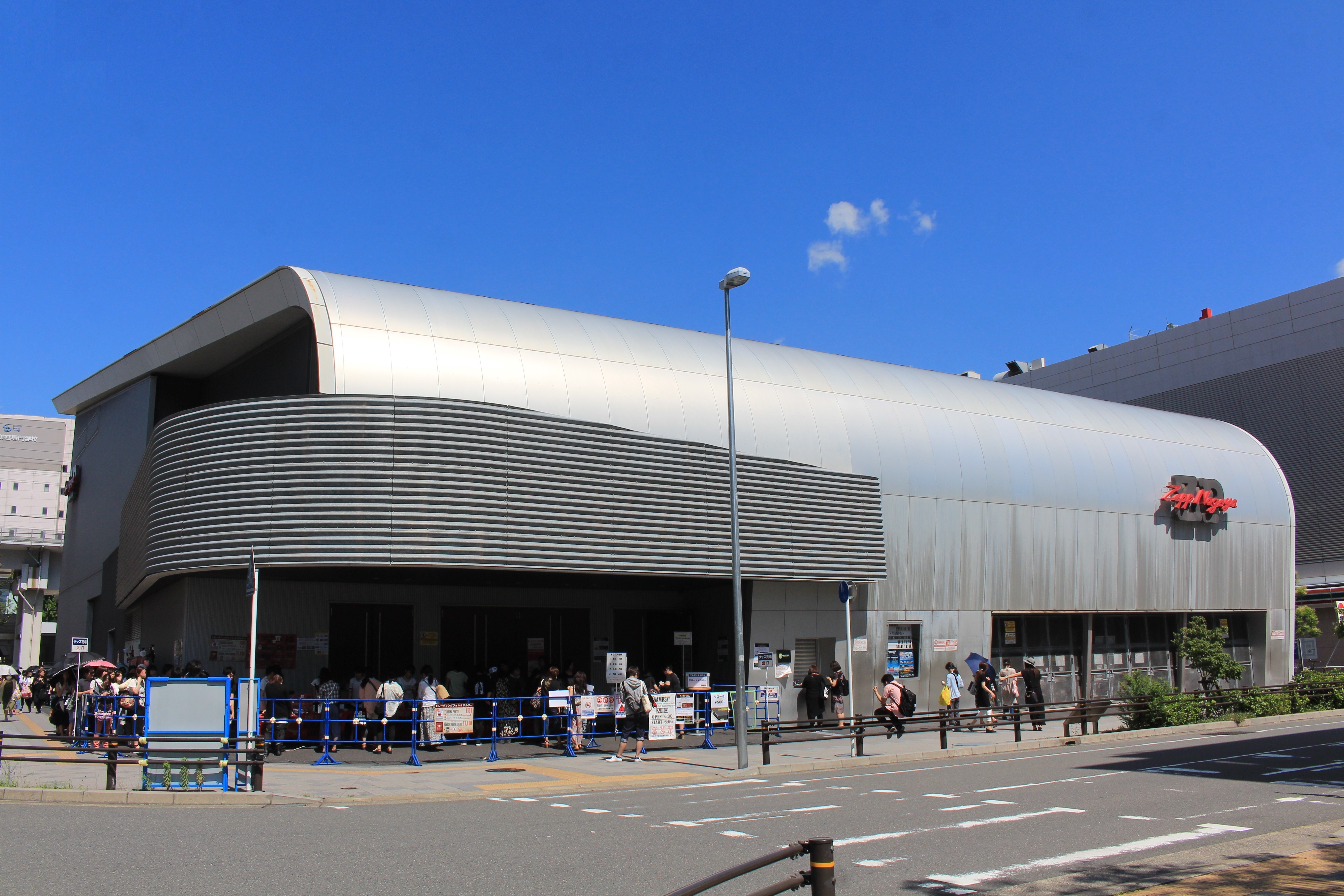
Zepp Nagoya
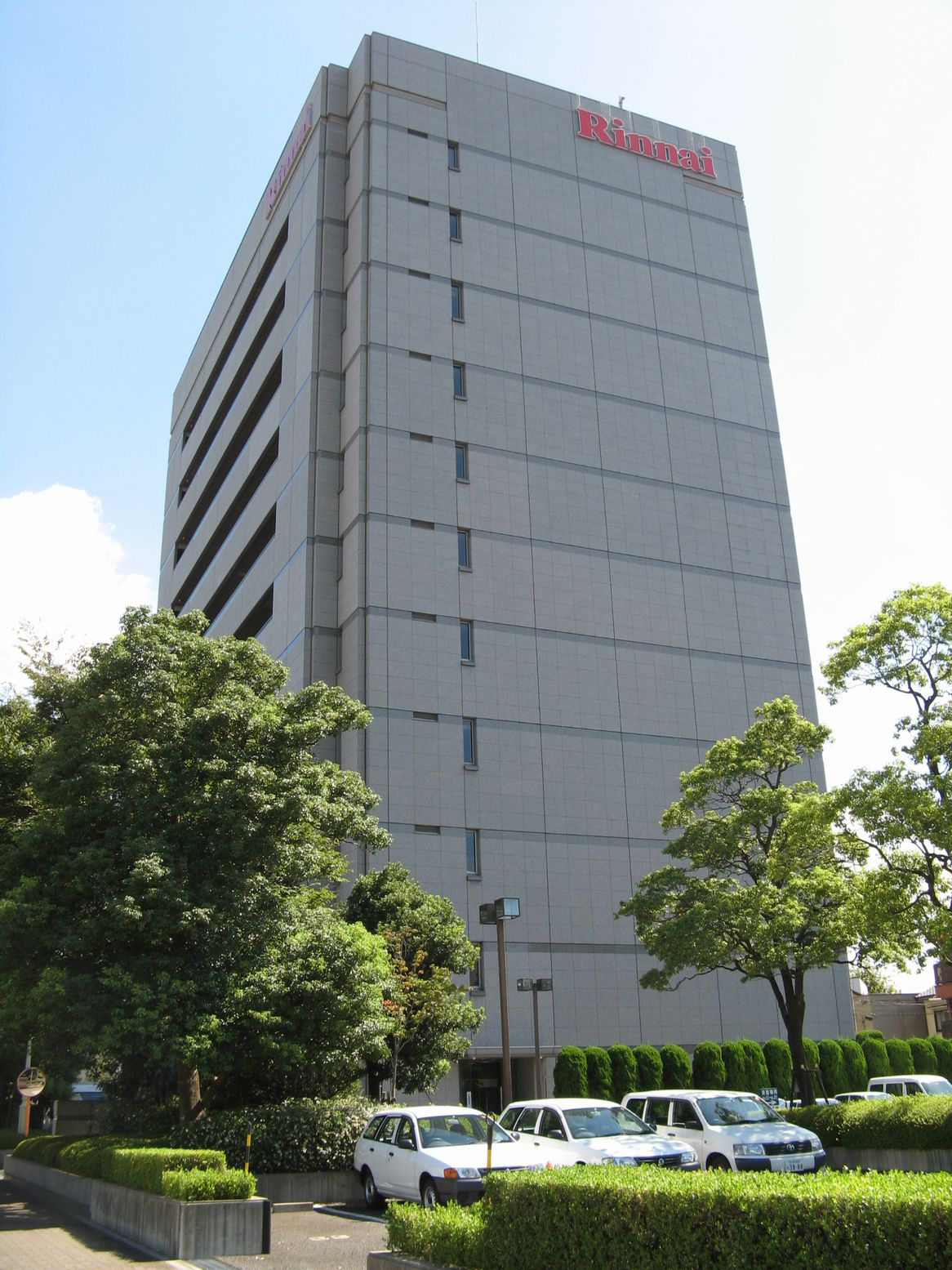
リンナイ本社
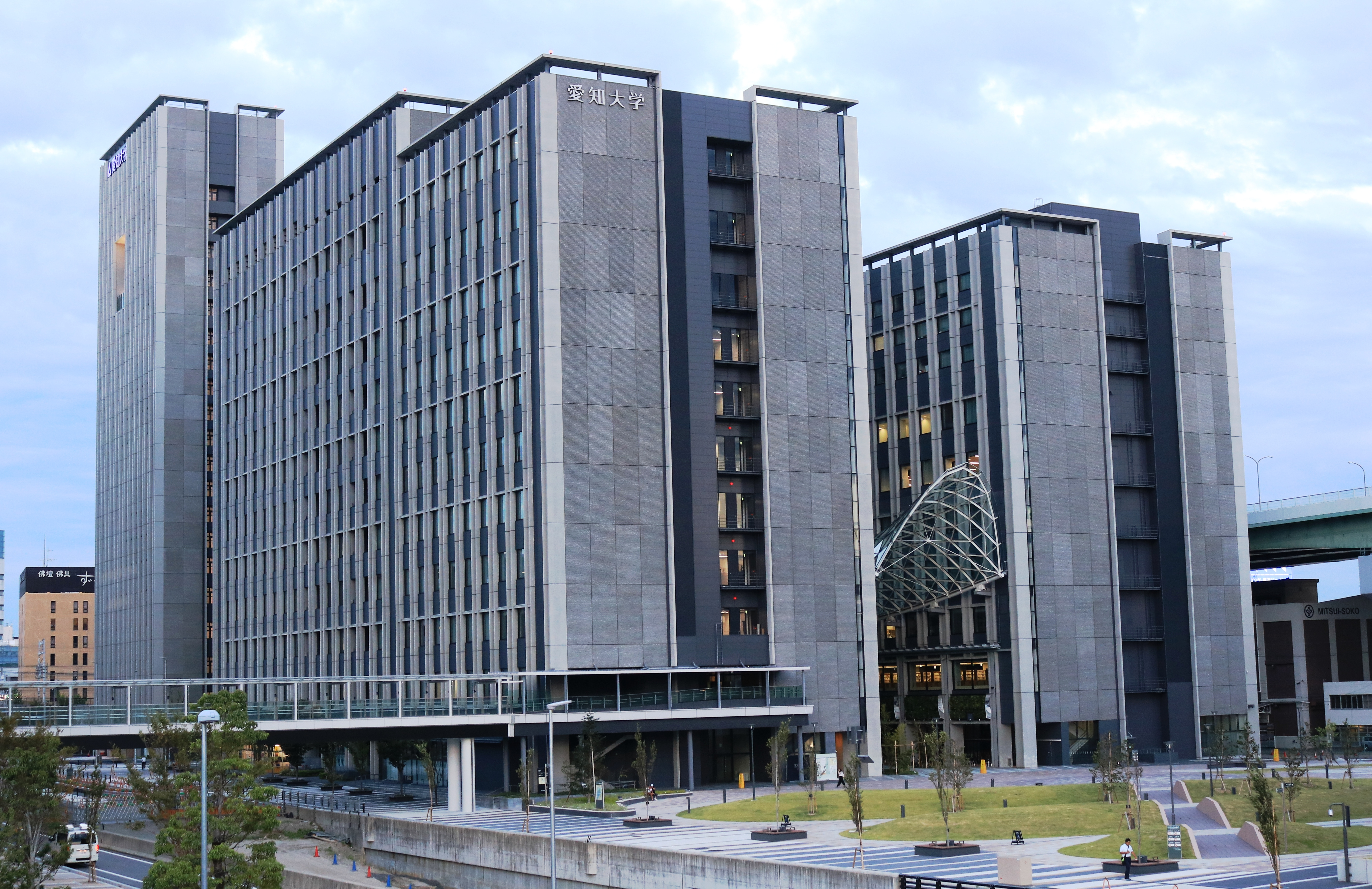
愛知大学名古屋学舎
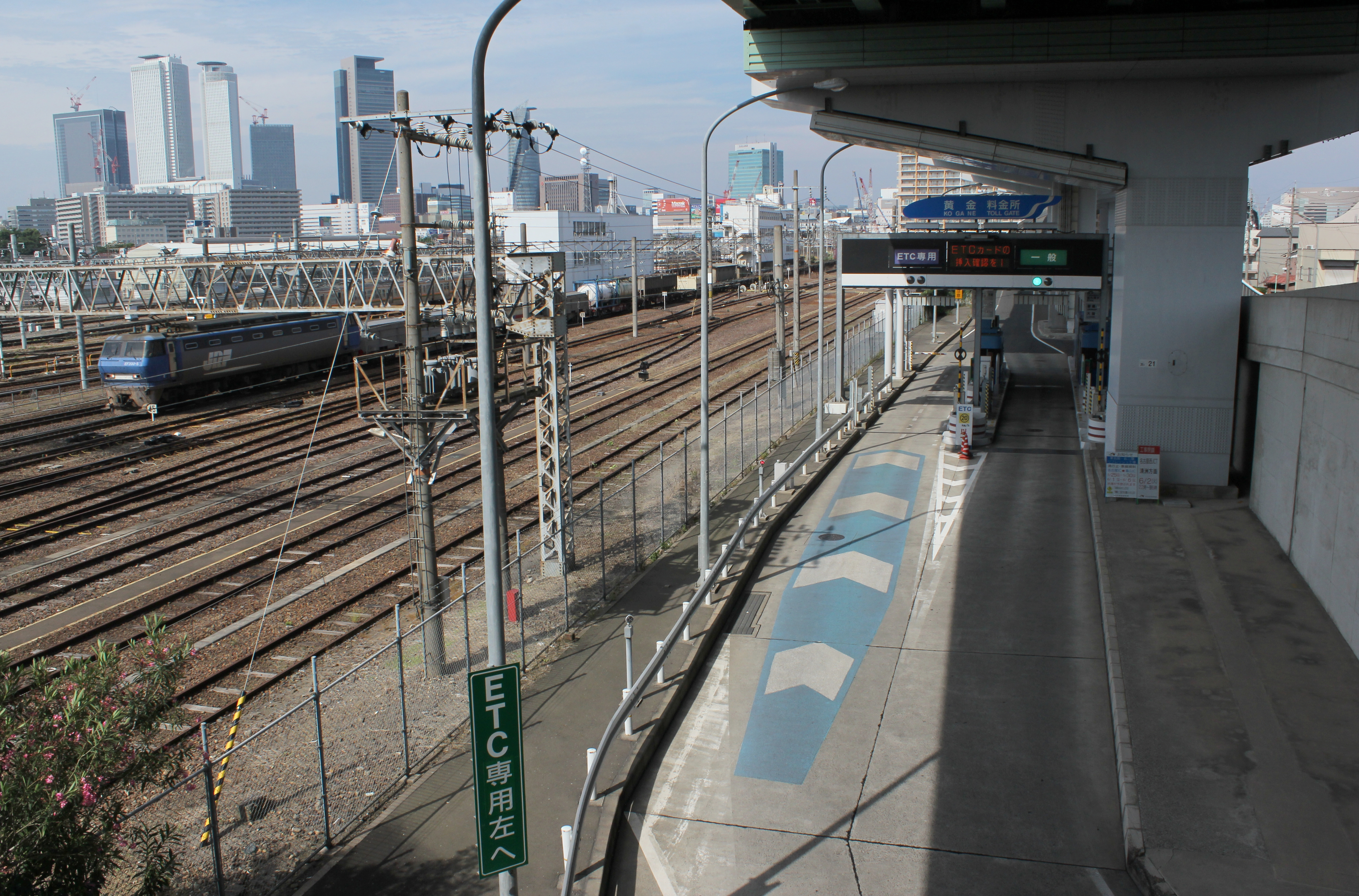
名古屋高速5号万場線
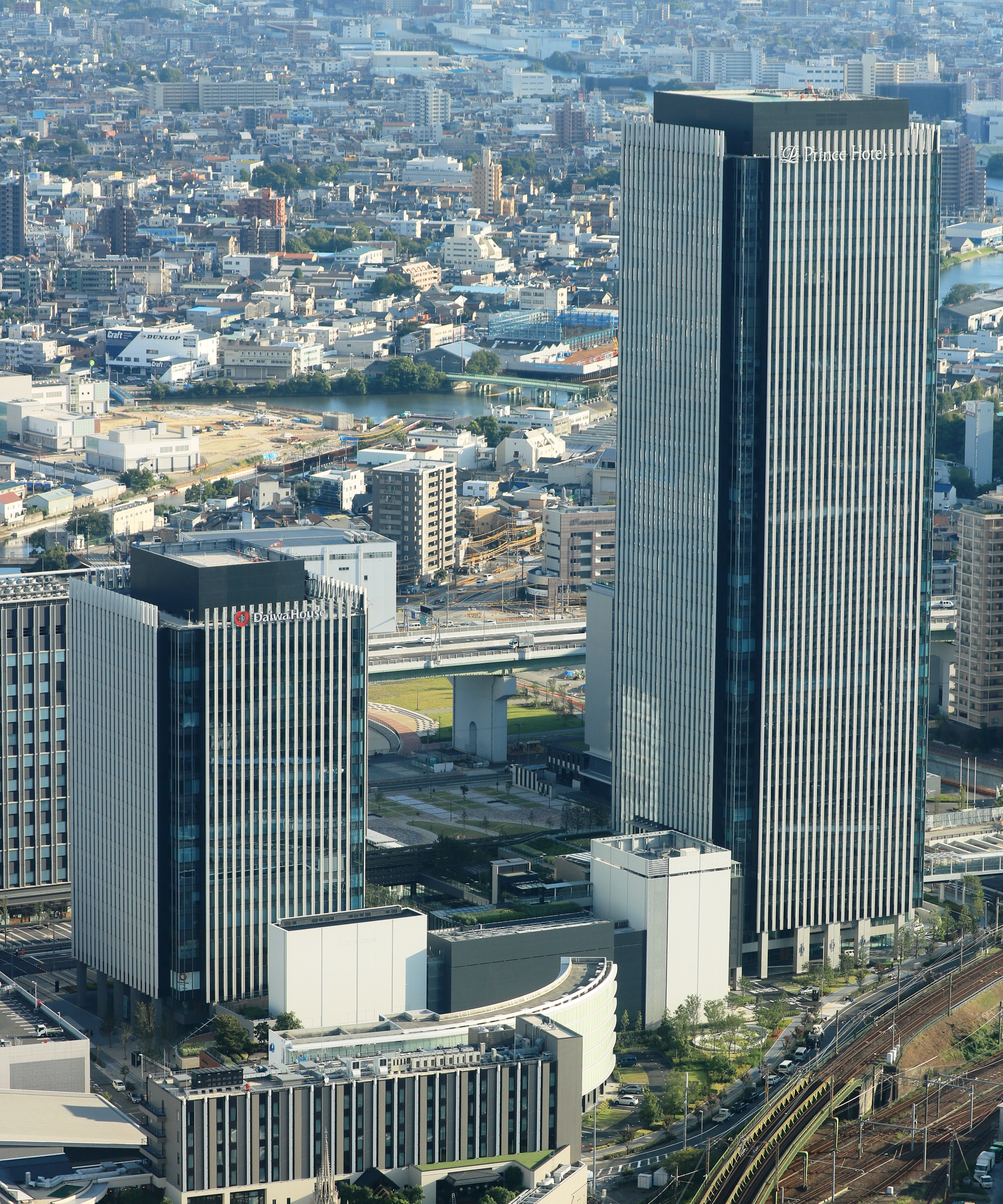
グローバルゲート
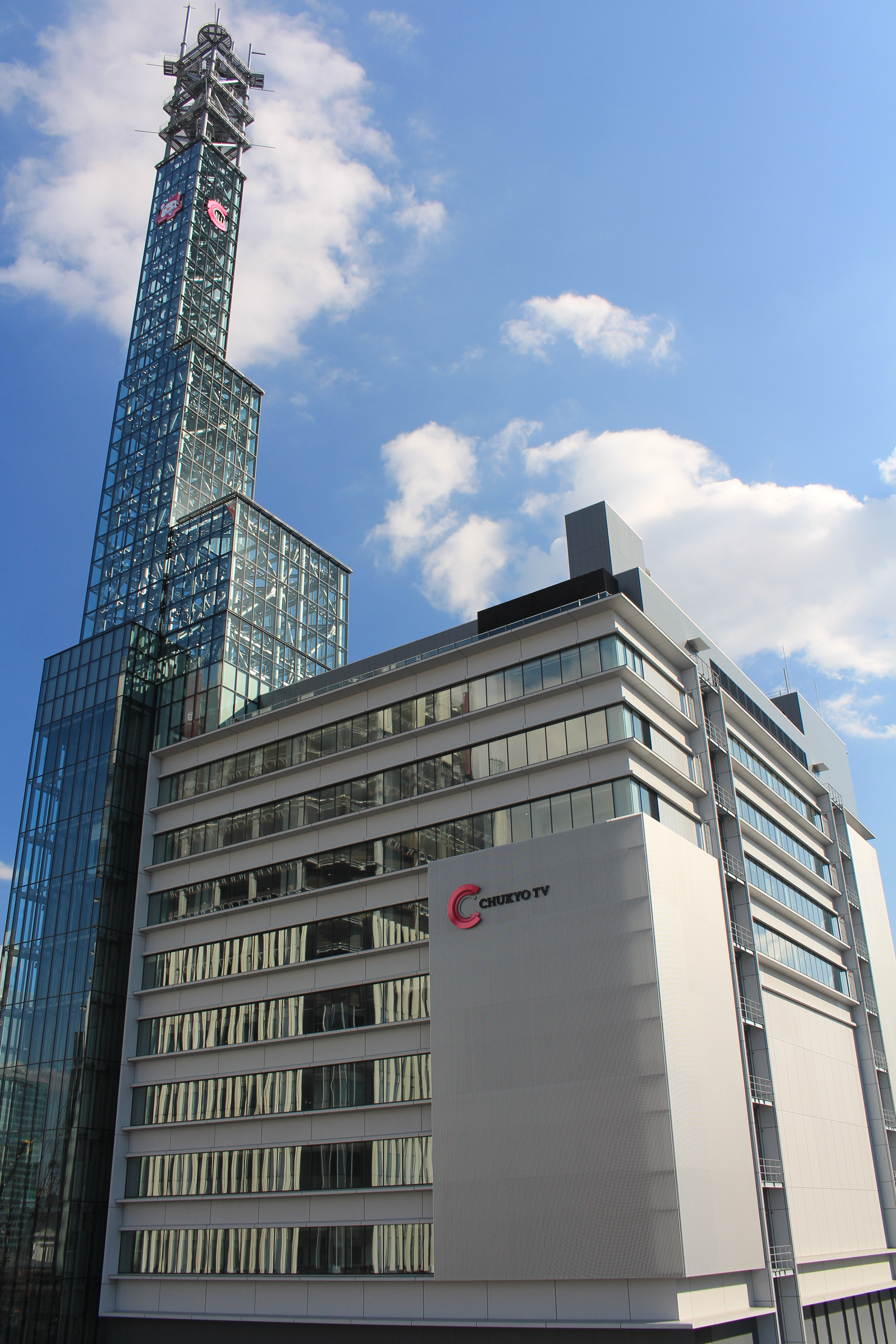
中京テレビ放送
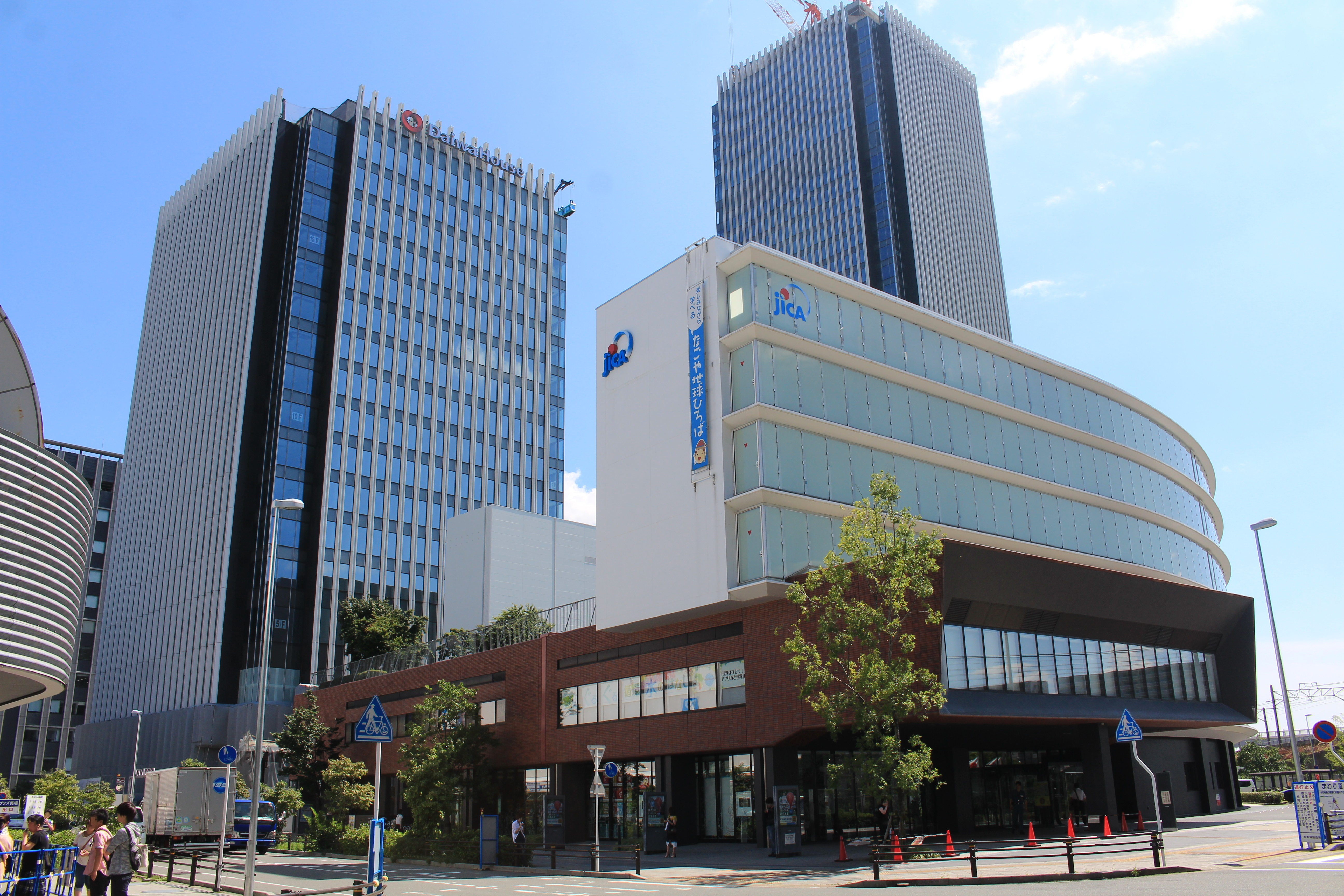
JICA中部国際センター

## バス路線

### 駅周辺発着
グローバルゲート南
- 名鉄バス
  - 〔ささしまウェルカムバス〕：名鉄名古屋駅前行

### 名駅通沿い発着
ささしまライブ
- 名古屋市営バス
  - 〔幹名駅2系統〕：名古屋駅行／長良橋・東海橋・野跡駅行
  - 〔名駅18系統〕：名古屋駅行／上前津・名鉄神宮前行
  - 〔名駅20系統〕：名古屋駅行／五月通・露橋スポーツセンター・中川車庫前・権野行

愛知大学前
- 名鉄バス
  - 〔51系統〕：名鉄バスセンター行／地下鉄岩塚・大坪行
  - 〔54系統〕：名鉄バスセンター行／地下鉄岩塚・津島駅行

名古屋南・ささしまライブ
ツアーバスから転換した高速バス路線の発着拠点の一つとなっている。
- WILLER EXPRESS：WILLER GROUP
- さくら高速バス・散策バス：桜交通・インフォマティック
- 散策バス：桜交通・インフォマティック
- キラキラ号：桜交通
- JAMJAMライナー：ジャムジャムエクスプレス

## その他
計画時の仮称は「笹島」であった。

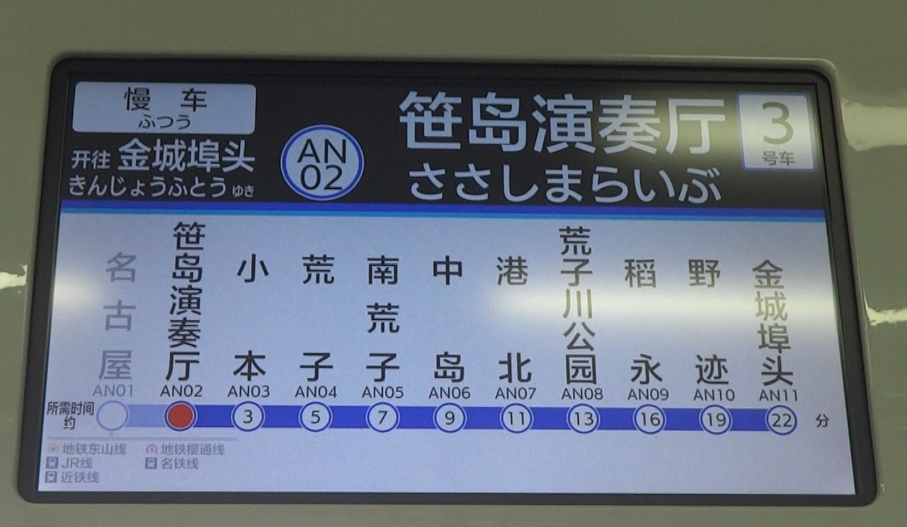
ささしまライブ駅停車中の1000形に搭載されているLCDの簡体中国語表示

「ささしまライブ」の「ライブ」は、英語で live の意であるが、車内放送を含め、英文駅名は「Sasashima-raibu」とローマ字表記になっている。なお、同線を運行する1000形に2023年から搭載されている液晶ディスプレイでは、簡体中国語で「笹岛演奏厅」と案内している。

## 隣の駅
名古屋臨海高速鉄道
■あおなみ線
名古屋駅 (AN01) - ささしまライブ駅 (AN02) - （笹島信号場）- 小本駅 (AN03)
- ()内は駅番号を示す。定期列車は全て普通列車で当駅に停車するが臨時運行のノンストップ列車は当駅を通過する。